# Čečel'nyk
Čečel'nyk (in ucraino Чечельник?) è un insediamento rurale ucraino (4785 abitanti) nel distretto di Hajsyn, nell'oblast' di Vinnycja. Ospita l'amministrazione della comunità territoriale di Čečel'nyk, una delle comunità territoriali dell'Ucraina.
Fino al 18 luglio 2020 Čečel'nyk fungeva da centro amministrativo del distretto di Čečel'nyk, abolito come parte della riforma amministrativa dell'Ucraina, che ha ridotto a sei il numero dei distretti dell'oblast' di Vinnycja. L'area del distretto di Čečel'nyk è stata fusa nel distretto di Hajsyn.
Fino al 26 gennaio 2024 Čečel'nyk era classificata come insediamento di tipo urbano. Da tale data è entrata in vigore una nuova legge che ha abolito questo status e Čečel'nyk è stata riclassificata come insediamento rurale.